# Bromure
En chimie générale, le terme bromure désigne l'ion bromure Br−, base conjuguée de l'acide bromhydrique. En chimie organique, il désigne l'ensemble des hydrocarbures bromés et plus généralement tout composé organique bromé.

## Description
L'ion bromure de formule Br− est un atome de brome qui a gagné un électron afin d'avoir une couche externe d'électrons saturée (configuration 4s24p6).
Il porte une charge négative : il s'agit donc d'un anion.
L'ion bromure existe surtout en solution. La taille de Br− bien qu'inférieure à celle de I− est à l'origine de la polarisabilité élevée de cet ion.
Un ion bromure est la forme ionique du brome, élément chimique de symbole Br, liquide toxique à température ambiante, de couleur brunâtre. De numéro atomique égal à 35, il appartient au groupe 17 (ou VIIa) du tableau périodique : c'est l'un des cinq halogènes.

## Préparation
La méthode la plus simple est la dissolution d'un bromure alcalin.
À l'échelle industrielle, Br− peut être extrait de l'eau de mer ou de mines de sel.
En chimie organique, Br− apparaît comme sous-produit de diverses réactions, en particulier lors de l'hydrolyse d'organo-magnésiens ou de leurs produits d'addition.

## Réactions
En chimie organique, l'ion bromure est un nucléophile fort qu'on retrouve très souvent dans les substitutions.
En chimie des complexes, l'ion bromure est une « base molle » (un peu moins que I−) qui a tendance à créer facilement des complexes voire à précipiter avec les acides mous en particulier l'ion Ag+ ce qui peut être utilisé dans les dosages.
En oxydoréduction, Br− est le réducteur du couple Br2/Br−.
Il semble que Br− réagisse avec Br2 pour former Br3− en solution aqueuse analogue à I3−.

## Détection
Un test consiste à ajouter l'ion Ag+ qui doit, en cas de présence du bromure, donner une couleur jaune crème (AgBr (S) ).

## Aspect médical
En doses thérapeutiques, le bromure a des propriétés sédatives et anticonvulsivantes.
Il est historiquement le premier médicament antiépileptique introduit dans la deuxième moitié du XIXe siècle et supplanté au début du XXe siècle par les barbituriques.
Son utilisation reste préconisée dans le cadre d'épilepsies réfractaires de l'enfance, particulièrement en Allemagne et au Japon.

## Anaphrodisiaque
Une rumeur très répandue dit qu'il était incorporé à la nourriture et au vin distribués aux soldats durant la Première Guerre mondiale, le bromure étant dans cette légende urbaine présenté comme un anaphrodisiaque,.

## Biocide
Le bromure de méthyle est un biocide qui a été très utilisé comme pesticide, mais récemment interdit, sauf dérogation particulières en Europe et dans différents pays, car outre le fait qu'il est très toxique, c'est aussi un puissant gaz à effet de serre, et l'un des gaz qui dégradent la couche d'ozone.

## Photographie et arts graphiques
Joseph Swan est l'inventeur des papiers photographiques au bromure, longtemps utilisés sous forme de pellicule au gélatino-bromure. Jusqu’à l’avènement de l’informatique et de la PAO dans les arts graphiques, on appelait « bromure » tout tirage photographique de haute définition et de haut contraste noir-blanc pour en faire les films destinés à l’impression.

## Exemples de bromures
- Acide bromhydrique
- Bromure d'éthidium
- Bromométhane (ou « bromure de méthyle ») ; biocide
- Bromure de pancuronium ; paralysant
- Bromure de potassium ; antiépileptique
- Bromure de magnésium